# Astèrix (personatge)
Astèrix és un personatge de ficció creat pel guionista René Goscinny i el dibuixant Albert Uderzo a la tira còmica francesa de 1959 per a la sèrie homònima Astèrix.

## Biografia de ficció
Astèrix és fill d'Astronomix i Praline, dos gals originaris del poble on viu actualment i que regenten una botiga de records a Condate. Va néixer el mateix dia que el seu gran amic Obèlix, l'any 85 aC (15 anys després que Juli Cèsar, 35 anys abans de la conquesta de la Gàl·lia).
És en la seva joventut l'únic amic d'Obélix: La timidesa i la corpulència d'Obélix el converteixen en un nen exclòs dels altres, davant els quals Astèrix, el primer de la classe, sempre el defensa. Tindrien més o menys la mateixa edat que els altres personatges principals del poble excepte els més grans ja que Assegurançatòrix, Esatautomàtix, Ordralfabétix, Copdegarròtix i altres apareixen com els seus companys a l'àlbum Com Obèlix va caure a la marmita del druida quan era petit, eren tanmateix més grans perquè ja són nens quan van néixer.
Un dia de batalla contra els romans, el druida Panoràmix assisteix a la batalla, abandonant la vigilància de la seva cabana. L'Astèrix té llavors una idea: fer que l'Obèlix begui una poció màgica perquè adquireixi força i confiança en si mateix. Els dos nens van junts discretament a la cabana del druida, i Astèrix ajuda a Obelix a pujar a la vora de l'olla. És llavors quan Panoràmix torna a la seva barraca. Aleshores, Astèrix deixa caure l'Obèlix a l'olla i aconsegueix escapar-se de la cabana. Poc després, Panoràmix surt de la seva barraca, subjectant a un braç a un Obèlix que s'ha begut tota l'olla de la poció màgica.
És fins avui, l'únic "estupidesa" coneguda d'Astèrix.
Des de llavors, la seva intel·ligència i astúcia l'han convertit en el millor caçador i guerrer del poble, un dels consellers més valuosos de Copdegarròtix i un bon confident de Panoràmix.

## Descripció

### Física

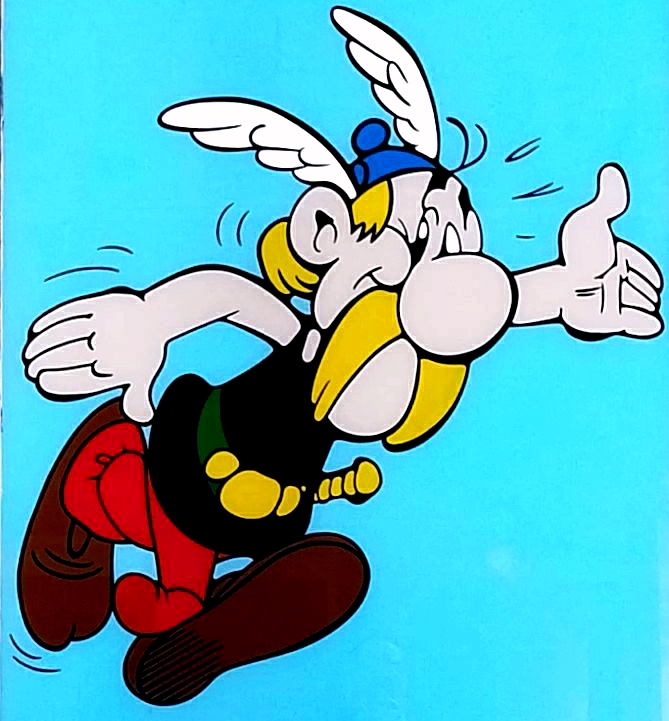
Astèrix representat a Barakaldo al País Basc espanyol

És un personatge masculí baix, ros, amb bigoti i un nas gran, característic dels homes del seu poble. Sempre va vestit amb un armille negre que s'enganxa a la pell, pantalons vermells i sabates. També té una espasa curta, una gladius (que gairebé mai utilitza) i molt sovint una petita cantimplora que conté poció màgica. Porta un casc amb ales que canvien de posició segons l'estat d'ànim de l'heroi i del que gairebé mai no es separa. Uderzo va reprendre la imatge escolar del casc proveït de dues ales d'ocell adossades a la base de la bomba, aquestes ales com a cresta evocant la forma d'una alosa (gènere Alauda) que desplega i arqueja les seves ales, símbol de vigilància contra els enemics. Cèsar també va donar el nom d'alauda a la Legio V Alaudae formada per soldats gals que portaven a la cresta dels seus cascs un ornament que imitava la cresta de l'ocell.
El seu vestit evoluciona durant els videojocs de la sèrie XXL: el seu casc no porta plomes sinó fulles, i té un guardamans de cuir a la mà dreta.
Els seus cabells ros, els cabells vermells del seu millor company, Obèlix, i el color de cabell dels gals en general, no són innocents. Se sap que els celtes tenen els cabells rossos o vermells. De fet, al poble, cap gals no té cabells de cap color que no sigui ros o vermell excepte Edatdepèdrix i Panoramix que tenen els cabells blancs.

### Personalitat
Astèrix és intel·ligent, astut i valent. Actua només després d'una reflexió madura (excepte quan es tracta dels romans). Encara que és un molt bon lluitador, inclòs amb l'espasa, es basa principalment en la seva intel·ligència per resoldre els conflictes. Molt animat, sempre aconsegueix sortir de qualsevol situació gràcies al seu recurs inesgotable d'idees, la seva capacitat d'improvisació i la seva vèbola. De caràcter entremaliat, li agrada tornar bojos als seus enemics. Malgrat totes aquestes qualitats, Astèrix es pot veure com un antiheroi. De fet, té un tarannà impacient, irascible i impulsiu, i s'enfada molt ràpidament fins i tot davant d'una situació banal. Té molt poca paciència amb la gent, especialment amb aquells que són menys astuts que ell (Obèlix sovint porta el pes d'aquest mal humor). Aquest personatge irascible és la seva major debilitat, que de vegades prima sobre la seva raó. Acostumat als compliments de Panoràmix i dels seus conciutadans, està molt orgullós i el seu ego li pot jugar una mala passada. Difícilment admetrà que s'ha equivocat i li costarà considerar les idees dels altres. Va ser ell, per exemple, qui va fer caure a l'Obélix al pot de la poció màgica, convençut que colar-se des de la cabana de Panoràmix era la millor solució perquè Obèlix guanyés confiança en ell. També és autoritari i crític, i sap ser manipulador quan la situació ho exigeix. A part d'aquests pics d'ira, sovint està bastant relaxat. Li agrada descansar, fer la migdiada, caminar, etc. Quan està en repòs, sovint se'l veu estirat o inclinat enrere en algun lloc. Compte amb qui s'atreveixi a despertar-lo quan dorm! Quasi sempre l'acompanya el seu amic Obélix amb qui comparteix totes les seves aventures. Discuteixen sovint (Astèrix es molesta per la lentitud d'Obèlix o la seva manca de raonament) però es reconcilien molt ràpidament. A part d'Obèlix i Panoràmix, és més aviat solitari, no per misantropia sinó perquè és molt diferent de la resta de vilatans, bastant esquerps i poc espavilats, i en general no té els mateixos interessos que ells. Es porta força bé amb Assegurançatòrix, encara que no li agradi el seu cant. Desconfia bastant dels forasters a causa de l'amenaça constant del règim romà, però un cop guanyada la seva confiança farà qualsevol cosa per posar-se al costat dels oprimits. També té un vessant cavalleresc. Actua sempre desinteressadament, els seus únics motius són la supervivència del poble i el benestar dels seus amics. Missions que no depenen ni de l'una ni de l'altra, sinó de l'estupidesa d'algun dels seus companys (com a Els llorers del Cèsar) tendeixen a molestar-lo profundament. És molt lleial i sempre està disposat a ajudar els que considera els seus amics. Podria morir pel seu poble.
Juntament amb Panoramix i Assegurançatòrix, és l'únic vilatà recurrent que no té cap interès amorós (si no comptem les pel·lícules d'acció amb actors reals). Astèrix perd l'interès pel concepte de parella, i realment no pensa a trobar algú, encara menys a casar-se, malgrat la pressió de la seva mare. També sovint és molt lent per entendre les coses quan es tracta de romanç, cosa que contrasta amb la seva vivacitat habitual. Si s'enamorés d'algú, seria sobretot de la seva intel·ligència.

### Família
Segons L'Astèrix mai vist, Astèrix va néixer l'any 85 aC. (per tant tindria 35 anys, perquè les aventures d'Astèrix tenen lloc l'any 50 aC.) El seu pare, Astronomix i la seva mare, Praline viuen a Condate (Rennes) on tenen una botiga de records amb els pares d'Obèlix, Obelodàlix i Gelatine (vegeu Astèrix i Latraviata). Té també un cosí germà, Jolitorax, a Bretanya (vegeu Astèrix a Bretanya). Continua solter però un nen encara que la seva mare ho intenta "encaixar" a Astèrix i Latraviata. Tanmateix, a l'inici del disc L'aniversari d'Astèrix i Obèlix – El llibre d'or, quan tenen cinquanta anys més, s'ha convertit en avi. Casat, va tenir un fill que també es va casar i va tenir cinc fills.

### Entorn

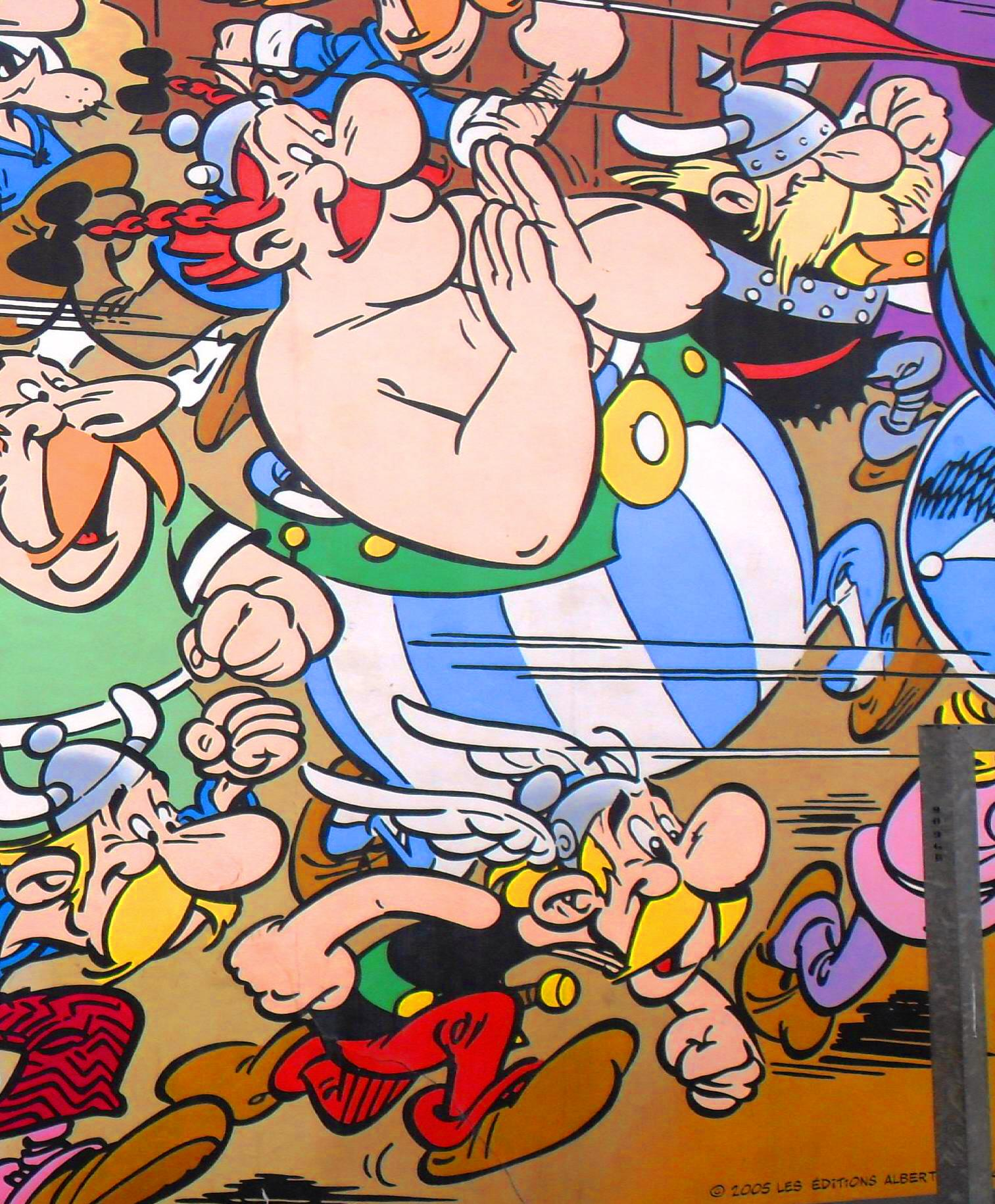
Astèrix, Obèlix i els seus conciutadans en un mural a Brussel·les.

El millor amic d'Astèrix és, sens dubte, Obèlix, que l'acompanya en totes les seves aventures (a part de la primera, on té un paper molt limitat). Entre ells, són els dos principals defensors del poble del poble d'irreductibles. Astèrix és el guerrer més astut i intel·ligent del poble i sovint pren els seus consells del druida Panoràmix, el savi del poble que elabora la famosa poció màgica. No hem d'oblidar Idèfix, el petit gos ecologista d'Obelix, que també és amic d'Astèrix, tot i que aquest no el vol portar mai de viatge perquè el considera massa petit (Idèfix apareix a La volta a la Gàl·lia). Astèrix és també, com Obèlix, amic del cap del poble Copdegarròtix.
Astèrix també passa l'estona amb els seus conciutadans, tot i que és difícil dir si els considera amics ja que les seves interaccions als còmics són limitades (Astèrix està tot el temps amb Obèlix o Panoràmix): el degà Edatdepèdrix i la seva esposa, Esautomàtix el ferrer i la seva esposa, Ordralfabétix el peixater i la seva dona Ielosubmarine, Assegurançatòrix el bard, Karabella la dona de Copdegarròtix, etc.
Astèrix també té molts amics arreu del món: La reina Cleòpatra i l'arquitecte Numérobis a Egipte, el xef Sopadall i Crostó a Hispània, l'hoteler Petisuix i el banquer Zurix a Helvetia, el seu cosí Jolitorax així com l'hostaler Relax, O'Torinolaringòlogix, Mac Anoteràpix i Zebigbos a Bretanya, Alambix, a Gergòvia, Ocatarinetabellatchitchix a Còrsega, Cèsar Labeldecadix a Massilia, la família Quiquilfus a Roma i molts altres...

### Cabana
Astèrix viu sol en una cabana enfront de la d'Edatdepèdrix. Després d'alguns dubtes sobre el seu aspecte exterior (vegeu el primer àlbum, Astèrix el Gal), la barraca agafa ràpidament l'aspecte il·lustrat en tots els altres àlbums: coberta de bigues, com a la cabana de Panoràmix, façana de pedra perforada amb una porta i una finestra i un banc situat davant de la barraca. A El fill d'Astèrix, la barraca està equipada amb una mena d'entresol, on hi ha el llit d'Astèrix. Obèlix és sovint el convidat d'Astèrix ("quan s'avorreix" segons Astèrix a La rosa i l'espasa) i comparteix regularment el menjar del seu amic. A canvi, Astèrix de vegades dorm a casa del seu amic quan ha de cedir la seva casa a visitants (vegeu Astèrix i els normands i El fill d'Astèrix).

## Creació del personatge

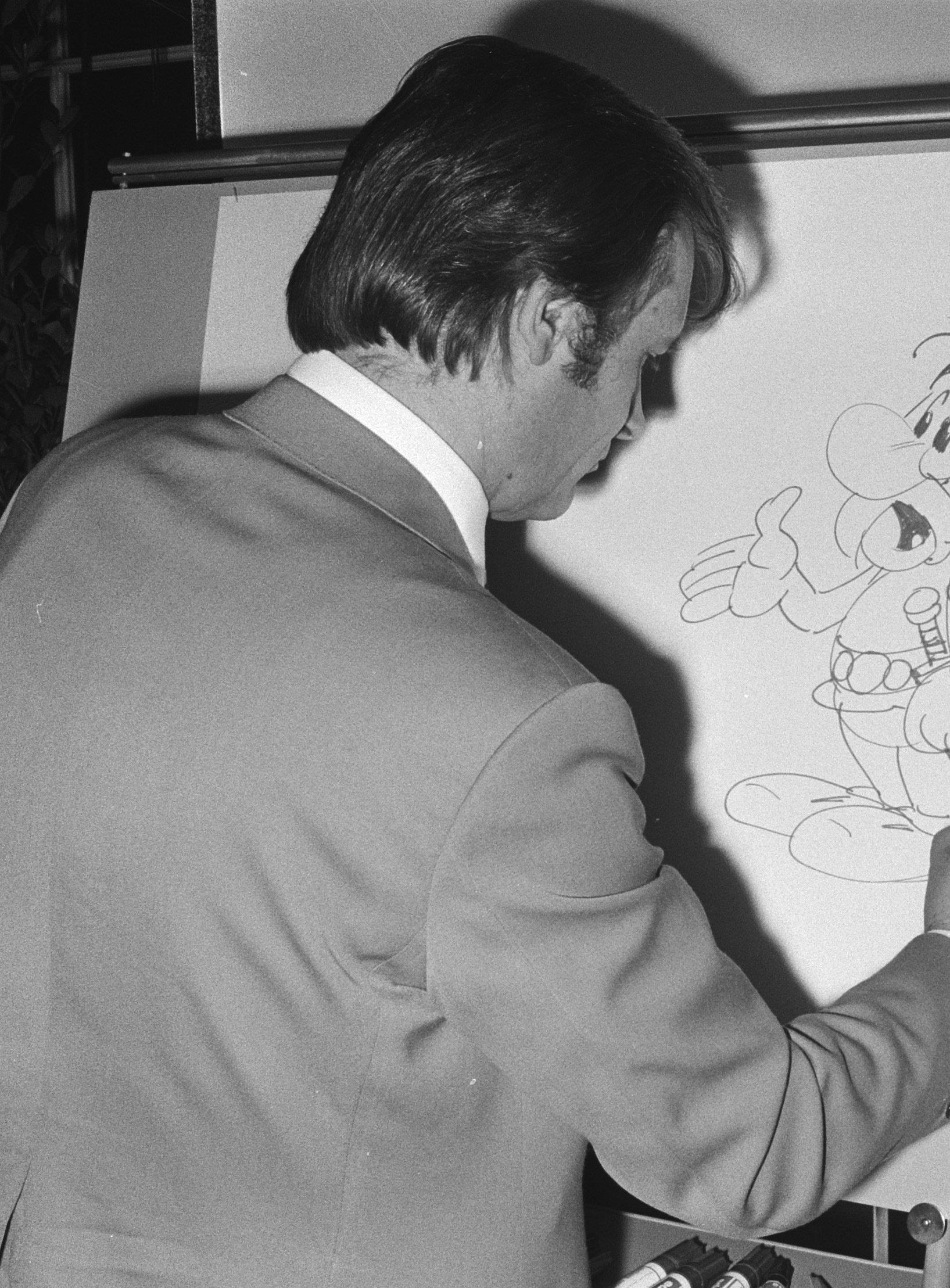
Uderzo dibuixant Astèrix

El 1959, la petita empresa Edifrance-Edipresse (creada per Goscinny i Uderzo) va tenir la pesada tasca de crear una revista de còmics «per a nens francesos»: Pilote. Goscinny va tenir primer la idea d'adaptar el Roman de Renart. Uderzo va dibuixar una pissarra quan un col·laborador els va advertir que la idea ja s'havia fet servir uns anys abans...
Dos mesos abans de la publicació de la revista, René Goscinny i Albert Uderzo es van reunir al carrer Rameau, al petit HLM d'Uderzo (situat davant del cementiri parisenc de Pantin, al barri de Pont-de-Pierre). Aleshores, René demana al seu amic Albert que li expliqui els grans períodes de la història de França. René s'atura en els gals. En dues hores, els dos amics van crear alegres el poble i els seus habitants... Astèrix va veure la llum el 29 d'octubre de 1959, al primer número de Pilote, on va veure la seva primera aventura, titulada sòbriament Astèrix el Gàl.
El personatge va néixer, doncs, a casa d'Albert Uderzo al seu HLM al 3r pis del carrer Rameau 3 de Bobigny, on es va inaugurar una placa l'octubre de 2009. Per coincidència la rue Rameau és a prop de la rue d'Alésia on hi ha una gran necròpolis gal·la.

Originàriament, Astèrix havia de ser un home alt i amb el pit nu i engalanat amb bigotis (el perfil típic dels personatges creats per Uderzo), però Goscinny va demanar al seu dibuixant que el representés petit i més aviat prim, perquè en la imaginació de René, Astèrix era un antiheroi. Albert Uderzo tindrà llavors l'oportunitat de dibuix Obélix més gran.

### Cognom
El seu nom original (Astérix), construït a partir de la paraula francesa "astérisque» (una estrella petita assenyalava «*indicant en un text la referència a una nota a peu de pàgina), fent un joc de paraules de manera que el nom acabi en «-ix» com el de Vercingétorix, recorda els orígens familiars de l'avi de Goscinny, impressor-tipògraf. El nom «Astèrix també es pot traduir com «aster» (estrella) (estrella) i la paraula celta «rix» (rei). Els autors van triar «Astèrix» per a la lletra A perquè, com va dir Goscinny, és «Un avantatge innegable per a les classificacions alfabètiques de les futures enciclopèdies de còmics».
Goscinny i Uderzo no són els únics que fan servir la terminació -ix per als gals. Abans de la creació d'Astèrix, Jean Nohain havia creat el personatge de Totorix l'any 1952 i Fernand Cheneval el d' Aviorix. Els autors d'Astèrix admeten que per crear el seu personatge, només Vercingétorix forma part de la seva «cultura gal·la».

## Mitjans de comunicació

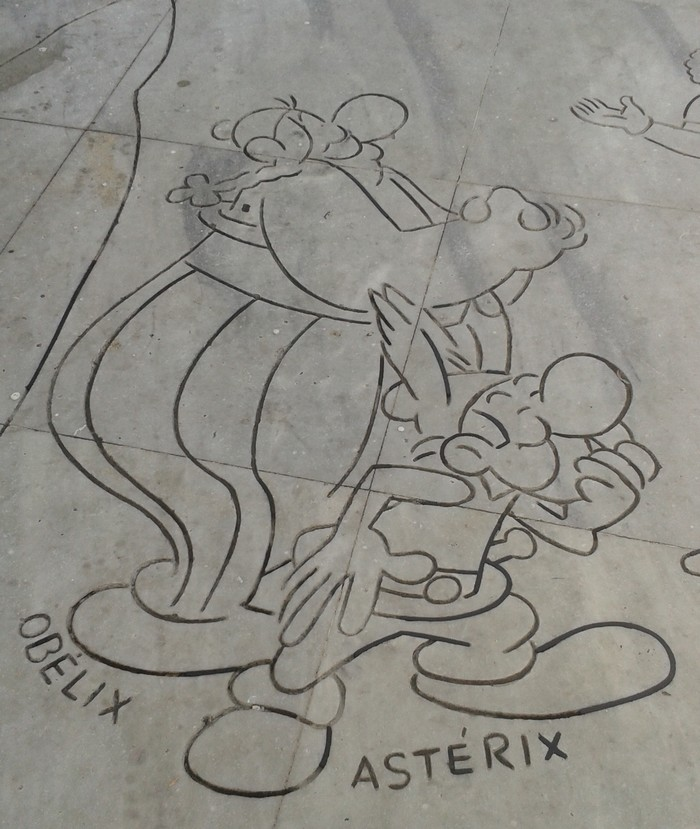
Gravat que representa Astèrix i Obèlix

### Còmics
1. Astèrix el gal (1961)
2. La falç d'or (1961)
3. Astèrix i els gots (1963)
4. Astèrix gladiador (1964)
5. La volta a la Gàl·lia (1965)
6. Astèrix i Cleopatra (1965)
7. El combat dels caps (1966)
8. Astèrix a Bretanya (1966)
9. Astèrix i els normands (1967)
10. Astèrix legionari (1967)
11. L'escut arvern (1968)
12. Astèrix als Jocs Olímpics (1968)
13. Astèrix i el calderó (1969)
14. Astèrix a Hispània (1969)
15. La zitzània (1970)
16. Astèrix al país dels Helvecis (1970)
17. La residència dels déus (1971)
18. Els llorers del Cèsar (1972)
19. L'endeví (1972)
20. Astèrix a Còrsega (1973)
21. El regal del Cèsar (1974)
22. La gran travessia (1975)
23. Obèlix i companyia (1976)
24. Astèrix a Bèlgica (1979)
25. La gran rasa (1979)
26. L'odissea d'Astèrix (1981)
27. El fill d'Astèrix (1983)
28. Astèrix a l'Índia (1987)
29. Astèrix la rosa i l'espasa (1991)
30. El tràngol de l'Obèlix (1996)
31. Astèrix i Latraviata (2001)
32. L'Astèrix mai vist (2003)
33. El cel ens cau al damunt (2005)
34. L'Aniversari d'Astèrix i Obèlix. El llibre d'or (2009)
35. Astèrix i els pictes (2013)[10]
36. El papir del Cèsar (2015)
37. Astèrix a Itàlia (2017)
38. La filla de Vercingetòrix (2019)
39. Astèrix i el griu (2021)

### Llibres
- Tout ce que vous avez toujours voulu savoir sur les Gaulois sans jamais oser le demander à Astérix (David Louyot, Acropole, gener 2011).

### Adaptacions

#### Televisió
- Deux romains en Gaule (Pierre Tchernia, 1967)

Roger Carel presta la seva veu a Astèrix per primera vegada en aquesta telefilm que barreja els personatges d'animació d'Astèrix i Obèlix amb escenografies d'acció en directe. Va fer el mateix en diversos anuncis de televisió.

#### Cinema

##### Pel·lícules d'animació
- Astèrix el gal (Ray Goossens, 1967)
- Astèrix i Cleòpatra (René Goscinny i Albert Uderzo, 1968)
- Els dotze treballs d'Astèrix (René Goscinny i Albert Uderzo, 1976)
- Astèrix i la sorpresa de César (Gaëtan Brizzi i Paul Brizzi, 1985)
- Astèrix a Bretanya (Pino Van Lamsweerde, 1986)
- Astèrix i el cop de menhir (Philippe Grimond, 1989)
- Astèrix a Amèrica (Gerhard Hahn, 1994)
- Astèrix i els víkings (Stefan Fjeldmark i Jesper Møller, 2006)
- Astèrix: La residència dels déus (Louis Clichy i Alexandre Astier, 2014)
- Astèrix: Le Secret de la potion magique (Louis Clichy i Alexandre Astier, 2018)

Roger Carel va cedir la seva veu a Astèrix en totes les adaptacions animades fins al 2014. En el següent llargmetratge és substituït per Christian Clavier, que ja l'ha interpretat a les dues primeres pel·lícules d'acció en viu.

##### Pel·lícules d'acció en directe
Astèrix va ser interpretat successivament per:
- Christian Clavier a:
  - Astérix et Obélix contre César (Claude Zidi, 1999)
  - Astérix et Obélix: Mission Cléopâtre (Alain Chabat, 2002)
- Clovis Cornillac a Astèrix als Jocs Olímpics (Frédéric Forestier i Thomas Langmann, 2008)
- Édouard Baer a Astérix et Obélix: Au service de sa Majesté (Laurent Tirard, 2012)
- Guillaume Canet a Astérix et Obélix: L'Empire du Milieu (Guillaume Canet, 2023)

#### Atraccions al Parc Astérix
Dins del seu propi parc d'atraccions, la imatge d'Astèrix és, per descomptat, omnipresent, ja sigui al logotip o a l'estàtua amb la seva efígie que es troba al cim de la muntanya Grand Splatch.
Durant l'obertura, una atracció fins i tot va portar el seu nom directament: La Balade d'Astérix. Això incloïa molts animatrònics i diversos representaven la famosa Gàl·lia. No obstant això, l'atracció va ser redissenyada l'any 1999, convertint-se en Épidemaïs Croisières, i des de llavors l'heroi ha estat menys present al llarg del recorregut, donant pas a més personatges de l'univers de la sèrie.El mateix any, Astèrix també està present a les decoracions del Carrousel de César (encara en funcionament).
L'any 2008, Le Défi de César va obrir les portes. Astèrix hi apareix a través d'animacions generades per ordinador, parlant una vegada més amb la veu de Roger Carel.
La novetat del 2019 al Parc és Attention Menhir, una pel·lícula d'animació, dirigida per François-Xavier Aubague i Arnaud Bouron, projectada en un nou cinema en 4D. Aquest últim té lloc al Cinématographe situat a La Rue de Paris, rebatejat per a l'ocasió com Les Studios Idéfix, en referència als estudis del mateix nom. L'estil gràfic d'aquesta pel·lícula d'animació es basa en les dues pel·lícules dirigides per Alexandre Astier i Louis Clichy. El repartiment de veu dels personatges principals del poble és molt semblant al d'aquestes pel·lícules, però per a Astèrix, després de la jubilació de Roger Carel, l'equip volia un timbre de veu més proper al d'aquest últim que al de Christian Clavier. El personatge és llavors confiat a Jean-Claude Donda, que va succeir a Carel en la majoria dels seus papers d'animació, i que també interpreta el petit gal en anuncis, audiollibres i videojocs des de la jubilació de Carel.

### Àlbums de CD
- A principis dels anys seixanta, Astèrix i Obèlix van ser els protagonistes de dos discs de 33 rpm produïts per la firma Festival:
  - Astèrix el Gal, dirigida per Jacques Garnier i Gérard Barbier, amb Guy Pierrauld (Astèrix) i Albert Augier (Obelix).
  - La falç d'or, dirigida per Jacques Garnier i Gérard Barbier, amb Guy Pierrauld (Astèrix) i Albert Augier (Obelix). També amb Paul Préboist (Amérix + el narrador).
- El 1966, va ser la firma Philips la que va produir un disc de 33 rpm que presentava una aventura original:
  - Le menhir d'or, dirigit per Henri Gruel, amb Roger Carel (Astérix), Jacques Morel (Obélix), Jacques Jouanneau (Assegurançatòrix), Alain Mottet (Panoramix), Pierre Tornade (Copdegarròtix).
- L'any 1996, Wagram va publicar el recopilatori Astérix au cinéma i ofereix una selecció de cançons escrites per a les 6 primeres pel·lícules d'animació així com noves cançons en format CD, interpretades per Roger Carel i Jacques Morel.
- La pel·lícula d'acció en directe Astérix et Obélix contre César va tenir dret a la comercialització de la seva banda sonora en format CD el 1999, escrita i composta per Jean-Jacques Goldman i Roland Romanelli a Sony Music Entertainment.
- El mateix per a la pel·lícula d'animació Astèrix i els víkings el 2006 i allà de nou a Sony Music Entertainment, amb la música d' Alexandre Azaria.
- Les dues bandes sonores originals compostes per Philippe Rombi, per a Astèrix: La residència dels déus i Astèrix: Le Secret de la potion magique, van ser llançats el 2014 i el 2018 respectivament per Boriginal i Music Box Records.

### Videojocs
Astèrix és, per descomptat, present en tots els videojocs adaptats del còmic però també en l'adaptació de la primera pel·lícula d'acció en viu on, sense sorprendre, troba la veu de Christian Clavier que li presta els seus trets a la mateixa pel·lícula:
- Astérix et Obélix contre César, 1999, desenvolupat per Tek 5 i publicat per Cryo Interactive

Roger Carel, que va ser la veu del personatge en totes les pel·lícules d'animació fins al 2014, va fer el mateix en els tres jocs desenvolupats per Étranges Libellules i publicats per Atari:
- Astérix et Obélix XXL, 2004.
- Astérix et Obélix XXL 2<span typeof="mw:DisplaySpace" id="mwAbU">&nbsp;</span>: Mission Las Vegum, 2005.
- Astérix aux Jeux olympiques, 2007.

Jean-Claude Donda succeeix Roger Carel en el paper de la nova obra de la sèrie XXL, publicada per Microïds:
- Astérix et Obélix XXL 3<span typeof="mw:DisplaySpace" id="mwAcE">&nbsp;</span>: Le Menhir de cristal, 2019.

## Acollida i posteritat

### Acollida
A la dècada de 1960, per a alguns lectors, Astèrix era la representació de Charles de Gaulle.

### Reutilització, picades d'ullet
Astèrix i Obèlix fan una breu aparició a la historieta Toupet, durant un gag al volum 7 titulat Gentille Maman. Aleshores fan el paper de lliuradors d'una empresa, "Les Gaulois Réunis".
Un partit separatista suís va utilitzar la imatge d'Astèrix com a emblema. Durant les eleccions legislatives franceses de 1967, diversos candidats van demanar utilitzar la imatge d'Astèrix per a la seva campanya electoral. René Goscinny i Albert Uderzo van acceptar amb la condició que fos tot o cap. Només un candidat el va utilitzar.
L'any 1999, el Correus francès va emetre un segell amb la imatge d'Astèrix amb motiu del Dia del Segell.